# ديفيد كير (عالم أورام)
ديفيد كير (بالإنجليزية: David Kerr)‏ هو عالم أورام بريطاني، ولد في 1956.